# Ivan Vasil'ev
Ivan Vladimirovič Vasil'ev (in russo Иван Владимирович Васильев?; Vladivostok, 9 gennaio 1989) è un ballerino e coreografo russo. Dal 2011 è primo ballerino al Teatro Michajlovskij di San Pietroburgo.

## Biografia e carriera
Vasil'ev inizia a ballare all'età di quattro anni. Studia al Collegio coreografico di Dnipropetrovs'k, in Ucraina, e nel 2006 si laurea al collegio coreografico statale bieloruss di Minsk, nella classe di Aleksandr Koljadenko. In questi primi anni di formazione Vasil'ev ottiene i ruoli fortunati di Basilio nel Don Chisciotte e di Ali in Le Corsaire. Le sue performance non passano inosservate al Teatro Bol'šoj di Mosca, che lo invita ad unirsi alla compagnia offrendogli il ruolo di Basilio in una nuova produzione del Don Chisciotte curata da Marius Petipa.
Negli anni successivi Vasil'ev viene allenato dalla stella del Bol'šoj Jurij Vladimirov. Dal 2006 al 2010 ha ricoperto il ruolo di primo solista del Bol'šoj prendendo parte a varie rappresentazioni fra le quali Le Corsaire, La fille mal gardée, Flames of Paris, La Esmeralda, Spartak, La Bayadère e il pas de deux moderno di Roland Petit Le jeune homme et la mort. Gran parte delle sue rappresentazioni sono eseguite al fianco della prima ballerina Natal'ja Osipova con la quale Vasil'ev instaura una relazione. Nel maggio del 2010 viene promosso primo ballerino del Bol’šoj ottenendo il ruolo del Principe ne Lo schiaccianoci. Un anno dopo lascia il Bol'šoj, insieme a Natal'ja Osipova, e diventa primo ballerino del Teatro Michajlovskij di San Pietroburgo lavorando contemporaneamente nel corpo di ballo dell'American Ballet Theatre di New York.
Dal 2012 al 2013 Vasil'ev è stato primo ballerino dell'American Ballet Theatre, per il quale ha ricoperto ruoli principali in numerose produzioni di danza classica e moderna quali Il limpido ruscello, Coppélia, Le Corsaire, Don Chisciotte, La bella addormentata, Il lago dei cigni, Sylvia e Sinfonia in Do. Durante i tour mondiali dei suoi spettacoli, Vasil'ev ha lavorato insieme a varie compagnie di ballo estere riscuotendo molto successo specialmente in Inghilterra e in Italia. Nella stagione 2013–2014 ha collaborato con il Teatro alla Scala in Notre-Dame de Paris, Jewels e Le Spectre de la rose. Nel settore moderno è noto soprattutto per lo spettacolo Solo for two, duetto in tre atti eseguito di nuovo in coppia con Natal'ja Osipova, e il passo a due Serenata coreografato da Mauro Bigonzetti. Nel 2014 Vasil'ev e Natal'ja Osipova interrompono la loro relazione. Il 6 giugno 2015 Vasil'ev convola a nozze con la prima solista del Bol'šoj, Marija Vinogradova.
Dopo avere subito un infortunio nel mese di dicembre 2014, Vasil'ev è stato costretto a limitare le sue performance. Nel 2015 ha esordito come coreografo (e ballerino) in un passo a due di danza intitolato Underwood, presentato in anteprima mondiale al Teatro d'arte di Mosca. Un mese più tardi ha portato in scena al villaggio del lusso di Barvicha di Mosca lo spettacolo Ballet N°1. Nel 2016 ha realizzato per il teatro Michajlovskij il balletto in tre atti Triple Bill e per il teatro Bol'šoj lo spettacolo classico Love is all around. In occasione del suo decimo anno di carriera, il teatro Michajlovskij nel 2017 ha realizzato una serata di gala nella quale Vasil'ev si è esibito interpretando le sue performance di danza più straordinarie e ha portato in scena alcune nuove coreografie.

## Curiosità
- Dopo avere vinto la medaglia d'oro alla Moscow International Ballet Competition, sia il Teatro Bol'šoj sia il Teatro Mariinskij invitarono Vasil'ev a unirsi alla loro compagnia. Aveva da poco compiuto i sedici anni di età quando scelse il Bol'šoj, diventando il solista più giovane nella storia della compagnia.[8]
- L'allenatore di Vasil'ev al Bol'šoj, Jurij Vladimirov, ha spesso contestato la bassa statura di Vasil'ev (1.75 m) e la "provinciale" formazione tecnica, elogiandone tuttavia le grandi doti atletiche. I suoi punti forti sono i salti e le pirouette.[8]
- Vasil'ev ama la poesia (in particolare le elegie di Esenin), i cani, l'opera lirica, e la buona tavola.[9] Contrariamente alla maggior parte dei ballerini di danza classica non segue una dieta e mangia molto. Inoltre fuma.[10]

## Repertorio
- Don Chisciotte – ruolo: Basilio, Teatro Bol'šoj (2006), Teatro Michajlovskij (2012), American Ballet Theatre (2013) e Teatro alla Scala (2014)
- La fille mal gardée – ruolo: Colas, Teatro Bol'šoj (2006) e Teatro Michajlovskij (2014)
- La Bayadère – ruolo: L'idolo di bronzo, Teatro Bol'šoj (2007); ruolo: Solor, Teatro Bol'šoj (2009) e Teatro Michajlovskij (2012)
- Misericordes – Teatro Bol'šoj (2007)
- Le Corsaire – ruolo: Lankendem, Teatro Bol'šoj (2007); ruolo: Conrad, Teatro Bol'šoj (2008) e Teatro Michajlovskij (2015)
- Spartak – ruolo: Tre pastori, Teatro Bol'šoj (2007); ruolo: Spartacus, Teatro Bol'šoj a Amsterdam (2008)
- Class Konzert – Teatro Bol'šoj (2007); Teatro Michajlovskij (2014)
- Flames of Paris – ruolo: Philippe, Teatro Bol'šoj (2008) e Teatro Michajlovskij (2013)
- Il limpido ruscello – ruolo: Pyotr, Teatro Bol'šoj (2008)
- La Esmeralda – ruolo: Actéon, Teatro Bol'šoj (2009)
- For 4 – Segerstrom Center for the Arts, California (2009)
- Lo schiaccianoci – ruolo: Il Principe, Teatro Bol'šoj (2010)
- Le jeune homme et la mort – ruolo: Le jeune homme, Teatro Bol'šoj (2010)
- Petruška – ruolo: Petruška, Teatro Bol'šoj (2010)
- Le Combat des Anges – ruolo: Marcel, Teatro Michajlovskij (2010)
- Rajmonda – ruolo: Abderakhman, Teatro Bol'šoj (2011)
- Illusioni perdute – ruolo: Lucien, Teatro Bol'šoj (2011)
- Rossini Pas de Deux – Teatro Michajlovskij (2011)
- Giselle – ruolo: Albrecht, Teatro Bol'šoj (2011) e Teatro Michajlovskij (2013)
- La bella addormentata – ruolo: Principe Désiré, Teatro Michajlovskij (2011); ruolo: L'uccellino blu, American Ballet Theatre (2013)
- L'Arlesiana – ruolo: Frédéri, Teatro Bol'šoj (2011)
- Labyrinth of Solitude – Teatro d'arte di Mosca (2011)
- Ko'D – Segerstrom Center for the Arts, California (2011)
- Jazzy Five – Segerstrom Center for the Arts, California (2011)
- Serenata – Segerstrom Center for the Arts, California (2011)
- Laurencia – ruolo: Frondoso, Teatro Michajlovskij (2012)
- Il lago dei cigni – ruolo: Rothbart, Teatro Michajlovskij (2012); ruolo: Principe Siegfried, London Coliseum, English National Ballet (2016)
- Romeo e Giulietta – ruolo: Romeo, Peter Schaufuss Ballet al London Coliseum (2011), Teatro Michajlovskij (2012) e American Ballet Theatre (2013)
- Sylvia – ruolo: Orione, Metropolitan Opera House, American Ballet Theatre (2013)
- Piano Concerto #1 – Metropolitan Opera House, American Ballet Theatre (2013)
- Sinfonia in Do – Metropolitan Opera House, American Ballet Theatre (2013)
- Coppélia – ruolo: Franz, Teatro Bol'šoj (2013) e American Ballet Theatre (2013)
- Il figliol prodigo – ruolo: Il figliol prodigo, Teatro Mariinskij (2013)
- Notre-Dame de Paris – ruolo: Quasimodo, Teatro alla Scala (2013)
- La Halte de cavalerie – ruolo: Peter, Teatro Michajlovskij (2014)
- Solo for Two (Mercy, Passo, Facada) – Segerstrom Center for the Arts, California (2014)
- Le Spectre de la rose – ruolo: Le Spectre, Teatro alla Scala (2014)
- Jewels – ruolo: Rubini, Teatro alla Scala (2014)
- Tristesse – Teatro Michajlovskij (2014)
- Underwood – Teatro d'arte di Mosca (2015) coreografia propria
- Ballet N°1 – Barvikha Luxury Village di Mosca (2015) coreografia propria
- Kamarinskaja – Wiener Staatsoper (2015) coreografia propria
- Shéhérazade – ruolo: Lo schiavo d'oro, Palazzo di Stato del Cremlino (2015)
- Mozart e Salieri – ruolo: Mozart, London Coliseum (2015)
- La Sylphide – ruolo: James, Teatro Bol'šoj (2015)
- Ivan il Terribile – ruolo: Ivan il Terribile, Teatro Bol'šoj (2015)
- Cipollino – ruolo: Cavalier Pomodoro, Teatro Michajlovskij  (2016)
- Il talismano – ruolo: Dio Vayou, Palazzo di Stato del Cremlino (2016)
- The skydivers – Palazzo di Stato del Cremlino (2016) coreografia propria
- Canto di Natale – ruolo: Ebenezer Scrooge, Teatro dell'Ermitage (2016)
- Triple Bill (Morphine, Blind Affair, Bolero) – Teatro Michajlovskij (2016) coreografie proprie
- Love is all around – Teatro Bol'šoj (2016) coreografia propria
- Amadeus – ruolo: Amadeus, Ivan Vasiliev Gala al Teatro Michajlovskij  (2017) coreografia propria
- La scelta – assolo moderno eseguito da Ljubov' Andreeva, Ivan Vasiliev Gala (2017) coreografia propria

## Eventi pubblici
- 2005: Concerto giubilare per il 60º anniversario del Perm State Choreographic College
- 2006: Festival Internazionale di Balletto dell'Avana
- 2006–2009: International Rudolf Nureyev Festival di Kazan
- 2008: Stars of Today Meet the Stars of Tomorrow Gala al Youth America Grand Prix
- 2008: Concerto di Gala all'Anfiteatro delle Tre Gallie
- 2008–2012: Siberian Ballet Festival al Teatro dell'opera e del balletto di Novosibirsk
- 2009–2014: Kings of the Dance Show[11]
- 2010: International Ballet Festival of Havana
- 2010–2014: Grand premio del teatro Teatro Michajlovskij, concerto di beneficenza
- 2011: Gala Internacional de Ballet de Buenos Aires
- 2011: Charity gala London Coliseum
- 2011: Todi Arte Festival; XXVI Edizione, Gala La Nuit des Étoiles, regia: Roberto Baiocchi[12]
- 2011–2015: Gran Gala del Cremlino, Stelle del balletto del XXI secolo al Palazzo di Stato del Cremlino
- 2012–2016: Ardani 25 Dance Gala al London Coliseum
- 2014: Friends club meeting al Teatro Michajlovskij
- 2014: Cerimonia di apertura XXII Giochi olimpici invernali, scena del primo ballo di Nataša Rostova (Svetlana Zacharova) dal romanzo Guerra e pace[13]
- 2015: Cerimonia di chiusura Expo 2015 al Teatro alla Scala
- 2016: Ballet Royalty Gala al Gran Teatro dell'Avana
- 2016: Festival de Música y Danza, Palacio de Generalife di Granada[14]
- 2016: Temporada BBVA de Danxa, Centre Cultural Terrassa di Barcellona[15]
- 2016: "Ave Maya", omaggio a Majja Pliseckaja, London Coliseum[16]
- 2017: Ivan Vasiliev Gala, 10 anni di carriera di Ivan Vasiliev al Teatro Michajlovskij
- 2017: Les Étoile Gala, Rassegna Tersicore all'Auditorium Conciliazione di Roma[17]
- 2017: An evening with Ivan Vasiliev, Teatro Regio di Parma e Teatro comunale Luciano Pavarotti di Modena[18]
- 2017: The Russian Ballet Icons Gala, Londra[19]

## Premi e riconoscimenti
- Concorso internazionale di balletto di Varna
  - 2004: 3º posto (categoria junior)
  - 2006: Special distinction
- Concorso Arabesque di balletto russo (Arabesque open competition for Russian ballet artists)
  - 2005: 1º premio (categoria junior)
  - 2005: Korean ballet foundation prize
- Concorso internazionale di balletto di Mosca (International Competition of Ballet Artists in Moscow)
  - 2006: 1º premio (categoria junior)
- Premio Triumph
  - 2007: Triumph Youth Grant Award
- Prix Benois de la Danse
  - 2007: Premio internazionale associazione coreografi per Le Corsaire
  - 2007: Premio internazionale associazione coreografi per Flames of Paris
- Ballet magazine
  - 2008–2009: Premio Soul of Dance
  - 2008–2009: Candidatura miglior ballerino emergente
- Dance Open Ballet Festival
  - 2010: Dance Open international ballet award
- UK Critics' Circle National Dance Awards
  - 2008: Spotlight award
  - 2010: Candidatura miglior ballerino
- Premio Positano Massine per l'Arte della Danza
  - 2011: Premio Léonide Massine
- People's Artist of Russia
  - 2014: Honored Artist of Russia[20]
- GQ Russia
  - 2015: Discovery of the year[21]